# Moondog King
Edward White, detto Ed (St. John's, 18 maggio 1949 – St. John's, 26 agosto 2005), è stato un wrestler canadese che ha combattuto sotto il nome di Moondog King nella stable dei Moondogs. Nel corso della sua carriera ha vinto circa 48 titoli minori in giro per il mondo, combattendo soprattutto in Canada e in Sudafrica.

## Carriera
White debuttò nel mondo del wrestling il 22 maggio 1972 a Pembroke, Ontario, combattendo un match contro Michael Gango nella compagnia del promoter Larry Kasaboski. In Québec diventò campione Grand Prix nel 1976, campione International Heavyweight nel 1982, campione International tag team per due volte nel periodo 1982–1984, e vinse infine il Canadian Television Championship nel 1984.

### WWWF Tag Team Championship
Il suo maggior momento di fama come wrestler è legato al periodo passato nella WWF come Moondog King dove faceva coppia con Moondog Rex e vinse il WWF Tag Team Championship (allora WWWF) sconfiggendo Tony Garea e Rick Martel ad Allentown (Pennsylvania) nel marzo 1981. Quando, per passati problemi giudiziari, gli fu negato il visto d'ingresso negli Stati Uniti, la WWWF fu costretta a rimpiazzarlo nel tag team (ancora campione di coppia) con altri wrestler, inclusi Stan Hansen, Hulk Hogan, Lou Albano e Sgt. Slaughter, prima di trovare il suo sostituto ideale in Moondog Spot, motivando l'assenza di Moondog Rex con la scusa di un incidente d'auto nel quale era stato coinvolto.
In seguito, White riprese a combattere in varie federazioni minori al di fuori degli Stati Uniti, utilizzando i ring name di Sailor White e di Big John Strongbo.
Colpito in precedenza da due infarti, nel 2002 White si sottopose ad un delicato intervento chirurgico per l'implementazione di un triplo bypass. Il 2 dicembre 2004, il taxi sul quale viaggiava ebbe un incidente, nello scontro, White si ruppe due ossa del collo danneggiandosi irrimediabilmente la spina dorsale. Rimase paralizzato in un letto di ospedale fino al giorno della sua morte, avvenuta il 26 agosto 2005.
La sua biografia intitolata Sailor White è stata scritta dal giornalista Dave Elliott.

## Nel wrestling

### Mosse finali
- Bear hug
- Con Moondog Rex
  - Backbreaker hold / Diving elbow drop combination - WWF

### Manager
- Captain Lou Albano[2]

## Titoli e riconoscimenti
- Eastern Sports Association
  - NWA Canadian Heavyweight Championship (Halifax version) (1)
- Lutte Internationale
  - Canadian International Heavyweight Championship (1)
  - Canadian International Tag Team Championship (3)
- World Wrestling Federation
  - WWWF Tag Team Championship (1) con Moondog Rex